# Ground Based Augmentation System

Schematische Darstellung eines GBAS

Ein Ground Based Augmentation System (GBAS, dt. Bodengestütztes Ergänzungssystem) ist ein auf DGPS beruhendes Verfahren zur Sicherstellung der benötigten Performance (Genauigkeit, Integrität, Kontinuität, Verfügbarkeit) bei der Bestimmung von Ortskoordinaten für Präzisionsanflüge. Dies ist notwendig, da die Genauigkeit des normalen GPS mit einer spezifizierten Genauigkeit von 9 bis 17 Meter für Präzisionslandeanflüge auf Flugplätzen nicht ausreicht und Fehler im System nur unzureichend oder mit Verzögerung von mehreren Stunden von GPS selbst erkannt werden. GBAS war als Ersatz für die aktuellen Instrumentenlandesysteme  ILS und MLS geplant.
(GBAS ist im Kapitel 3.7.3.5 des ICAO-Annex 10 spezifiziert. Der Annex 10 ist der Anhang 10 des Abkommens über die Internationale Zivilluftfahrt, der sich mit Funk und Navigationssystemen beschäftigt. ILS ist in Kapitel 3.1 des Annex 10 und MLS ist in Kapitel 3.11 des Annex 10 spezifiziert).

## Technische Umsetzung
GBAS besteht neben den GPS-Satelliten aus einer GBAS-Bodenstation und GBAS-Empfängern an Bord der anfliegenden Luftfahrzeuge. Eine GBAS-Bodenstation besitzt zwei bis vier GPS-Referenzantennen, die an exakt vermessenen Positionen auf einem Flugplatz stehen. Von den daran angeschlossenen GPS-Referenzempfängern wird das GPS-Signal empfangen. Dies erlaubt der GBAS-Bodenstation die Abweichungen der auf der Basis der GPS-Signale ermittelte Entfernung, gegenüber der mit Hilfe der vermessenen Position berechneten Entfernung zu jedem empfangen GPS-Satelliten zu ermittelt. Diese Abweichungen werden, als Korrekturdaten zweimal pro Sekunde über einen digitalen Datenlink (VHF Data Broadcast, VDB genannt) an die GBAS-Empfänger der Flugzeuge gesendet. 
Die Korrekturdaten erlauben es den GBAS-Empfänger eine wesentlich genauere Position zu berechnen.
Der Datenlink arbeitet in dem, von der ITU für die Luftfahrt reservierten Frequenzbereich zwischen 108 und 117,975 MHz. (Dieser Frequenzbereich ist dem MOBILEN FLUGFUNKDIENST zugewiesen, da es sich bei den Datenlink strenggenommen nicht um einen Navigationsfunkdienst, sondern um einen Flugfunkdienst handelt.)
Mit Hilfe eines Zeitmultiplex-Verfahrens (englisch Time Division Multiple Access, TDMA) können die Datenllink-Signale von bis zu 8 GBAS-Bodenstationen auf einer einzigen Frequenz ausgesendet werden. Gleichzeitig mit den Korrekturdaten werden im Signal der GBAS-Station mindestens alle 10 Sekunden die Daten der GBAS-Bodenstation (Position, Ausstattung, Performance) und die für den Flugplatz zulässigen 3D-Anflugwege (englisch Final Approach Segments, FAS) in getrennten Nachrichten an die Flugzeuge übermittelt. An Bord des Flugzeuges wird (durch einen GPS-Empfänger und die von der GBAS-Bodenstation via VDB empfangenen Korrekturwerte) die bis auf unter einen Meter genaue Position des Flugzeuges ermittelt und mit einem vom Piloten selektierten Anflugweg der GBAS-Bodenstation verglichen. Aktuelle Navigationsempfänger an Bord von Flugzeugen, z. B. Multi Mode Receiver (MMR) in Verkehrsflugzeugen zeigen die Richtungs- und Gleitweginformationen von GLS (GPS-Landesystem) ähnlich zu den Cockpit-Anzeigen der Instrumentenlandesysteme (ILS) an. Somit ist ein Umschulen der Flugzeugbesatzung praktisch nicht notwendig. In zukünftigen Systemen wäre mit Computerhilfe jedoch auch eine Anzeige der Flugzeugposition über einem digitalen Geländemodell (nach Art von 3D-Computerspielen) möglich.
Da die Wegpunkte der 3D-Anflugwege (unter Berücksichtigung der notwendigen Hindernisfreiheit) beliebig im Raum angeordnet werden können, sind mit GLS-Anflüge auf Flugplätze möglich, bei denen ein Einsatz von normalen Instrumentenlandesystemen durch geographische Gegebenheiten (z. B. durch abfallendes Gelände und somit keine Möglichkeit den Localizer richtlinienkonform zu positionieren) nicht möglich ist. Es sind anstelle von geraden Anflugwegen mit 3° Anflugwinkel auch (im Rahmen der Fliegbarkeit und der notwendigen Hindernisfreiheit) beliebig im Luftraum angeordnete schräge oder gekurvte Anflugwege möglich. Diese werden nur durch Sicherheits- und Komfortanforderungen begrenzt, wodurch es möglich wäre, außer geographischen Besonderheiten auch noch Kapazitäts- und Lärmschutzanforderungen besser umzusetzen.
Die Reichweite einer GBAS-Bodenstation liegt bei mindestens 37 km (20 Nautische Meilen). Eine einzige GBAS-Bodenstationen kann Wegpunkt-Koordinaten für bis zu 49 Anflugwege (englisch Final Approach Segments, FAS) senden. Damit ist es möglich, dass die GBAS-Bodenstation mehr als eine Start- und Landebahn versorgt. Allerdings dürfen die Schwellen der Landebahnen, auf die mit Hilfe von GBAS angeflogen wird von derzeit zugelassenen GBAS-Bodenstationen nur maximal 5 km von der GBAS-Station entfernt sein, sodass Nachbarflugplätze nicht mit versorgt werden können. Dennoch können auf einem Flugplatz die für jedes Landebahnende separat notwendigen ILS-Sendeanlagen durch eine einzelne GBAS-Bodenstation ersetzt werden, was sich vor allem auf Flugplätzen mit mehreren Start- und Landebahnen auszahlt.
Problematisch ist (wie bei allen Instrumentenlandesystemen) ein Ausfall oder eine Störung des Systems. Dies kann durch Ausfall des GPS (amerikanisches Eigentum, Störung der Satelliten durch Sonnenstürme etc.) oder Interferenz durch andere Funksignale z. B. durch aktive Störung (englisch „Jamming“) geschehen. Offen ist, ob die Zulassungsbehörden in Zukunft ein Reservesystem (z. B. ILS) vorschreiben werden, was Kostennachteile und Probleme bei der Frequenzvergabe für die Systeme mit sich brächte.

## Geschichte
Die Entwicklung des (in den USA auch Local Area Augmentation System, LAAS genannten) Systems läuft seit Mitte der 90er Jahre. Die erste Prototyp-Bodenstation in Deutschland war ein Special CAT I System D910 am Flughafen München 1995. Es folgte eine, von der amerikanischen Luftfahrtbehörde FAA für die Landeanflug-Kategorie „Special CAT I“ zugelassenen GBAS-Typ Honeywell D920 in Frankfurt. Diese Anlage wurde von der DFS Deutsche Flugsicherung zusammen mit der Deutschen Lufthansa zur technischen Erprobung genutzt. Die ersten Bodensysteme in den USA wurden 1997 im Auftrag der FAA durch Honeywell an amerikanischen Flughäfen installiert.
Die DFS Deutsche Flugsicherung installierte im Jahr 2000 am Flughafen Frankfurt und in 2008 am Flughafen Bremen GBAS-Bodenstationen zu Testzwecken. Am Flughafen Braunschweig-Wolfsburg betreibt das Institut für Flugführung der Universität Braunschweig seit 2009 eine GBAS-Station für Versuchszwecke. Der Flughafen von Toulouse in Frankreich besitzt eine GBAS-Bodenstation für die Zulassung von Airbus-Flugzeugen mit GBAS-Empfängern.
Als erstes Verkehrsflugzeug ist seit Mai 2005 die Boeing 737NG für den Flugbetrieb mit GBAS zugelassen. Ende November 2006 landete in Sydney die erste Linienmaschine der Qantas Airways mit dem System. Aktuell werden die meisten neuen Flugzeugmodelle der Firmen Boeing (B737NG, B747-8, B777, B787) und Airbus (A320, A340, A380) serienmäßig oder zumindest optional mit GBAS ausgerüstet. Die Hersteller bieten Nachrüstsätze (ILS → ILS + GLS) für bestimmte Flugzeuge an.
Im November 2009 erteilte das Luftfahrt-Bundesamt (LBA) der Air Berlin die Genehmigung, die GLS-Technik zu nutzen, nachdem diese Technik bereits seit 2008 von Air Berlin erfolgreich in Bremen getestet wurde. Die Genehmigung wurde für Landeanflüge der Allwetterflugkategorie I erteilt. Ab dem 9. Februar 2012 war die weltweit erste GBAS CAT I-Anlage für den uneingeschränkten Betrieb in Bremen freigegeben.
Ab 2014 sollte GBAS am Flughafen Frankfurt Main das bisherige ILS sukzessive ersetzen. Dazu haben der Betreiber Fraport und die DFS im Mai 2013 einen Kooperationsvertrag unterzeichnet. Ziel der Einführung von GBAS war die Reduzierung des Fluglärms durch eine Optimierung der gestaffelten und gekurvten Endanflugverfahren mit steilerem Anflugwinkel von 3,2 Grad statt die sonst üblichen 3 Grad. Die Musterzulassung für die CAT-I-Landung des Bundesaufsichtamts für Flugsicherung (BAF) erhielt das GBAS in Frankfurt im Jahr 2014. Am 3. September 2014 landete mit LH499 aus Mexiko-Stadt die erste Linienmaschine mit dieser Technik in Frankfurt Rhein-Main.
Ferner, wurden von Ende Mai bis Ende August 2016 am Flughafen Frankfurt segmentierte, also gekurvte, Anflugverfahren erprobt. Dennoch war es um die GBAS-Technologie recht ruhig geworden, zum einen wegen der immer weiteren Verfügbarkeit von ILS-Anflügen, zum anderen durch die Einführung von RNP-Anflügen.
Zumindest beim GBAS am Flughafen Frankfurt gab es Fortschritte. Nach der Weiterentwicklung und Zulassung des dort installierten GBAS für die Nutzung für die Wetterkategorie „CAT II“ (Instrumentenlandesystem) können seit dem 14. Juli 2022 Flugzeuge nun auch bis zu einer Wolkenuntergrenze von 30 Metern und einer Mindestsichtweite von 300 Metern mit GBAS anfliegen.